# Prorella emmedonia
Prorella emmedonia är en fjärilsart som beskrevs av Grossbeck 1908. Prorella emmedonia ingår i släktet Prorella och familjen mätare. Inga underarter finns listade i Catalogue of Life.